# Julius Schultze (Unternehmer)
Franz August Julius Schultze (* 23. Mai 1811 in Kirchgellersen; † 10. Juli 1881 in Oldenburg (Oldb)) war ein deutscher Unternehmer.

## Biografie

### Berufliche Karriere
Franz August Julius Schultze war der Sohn des Pastors in Kirchgellersen und Bevensen Friedrich Karl Schultze (1772–1857). Nach der Schulzeit begann er eine kaufmännische Ausbildung im Handlungshaus Hemmerde in Hannover und war danach als Vertreter dieser Firma im Herzogtum Oldenburg tätig.
1842 gründete er mit dem finanzstarken Vareler Eisenhändler Anton Wilhelm Eyting eine Eisengießerei in Varel. Das Unternehmen nahm aufgrund der billigen Einfuhr von Roheisen und Kohle aus England einen raschen Aufschwung und wurde 1852 durch eine Maschinenfabrik, eine Kesselschmiede sowie ein Hammer-, Puddel- und Walzwerk erweitert.
1856 und damit noch vor der Wirtschaftskrise von 1857, die zum Zusammenbruch der Vareler Industrie führte, zog sich Schultze aufgrund von Streitigkeiten mit seinen Teilhabern aus dem Unternehmen zurück. Sein freies Kapital legte er in einem neuen Eisenhüttenwerk in Augustfehn an, für das er gemeinsam mit dem niederländischen Konsul des Hauses Aldenburg-Bentinck in Varel, J.C.H. Bley, sowie mit englischer und französischer Beteiligung die Oldenburgische Eisenhüttengesellschaft gründete.

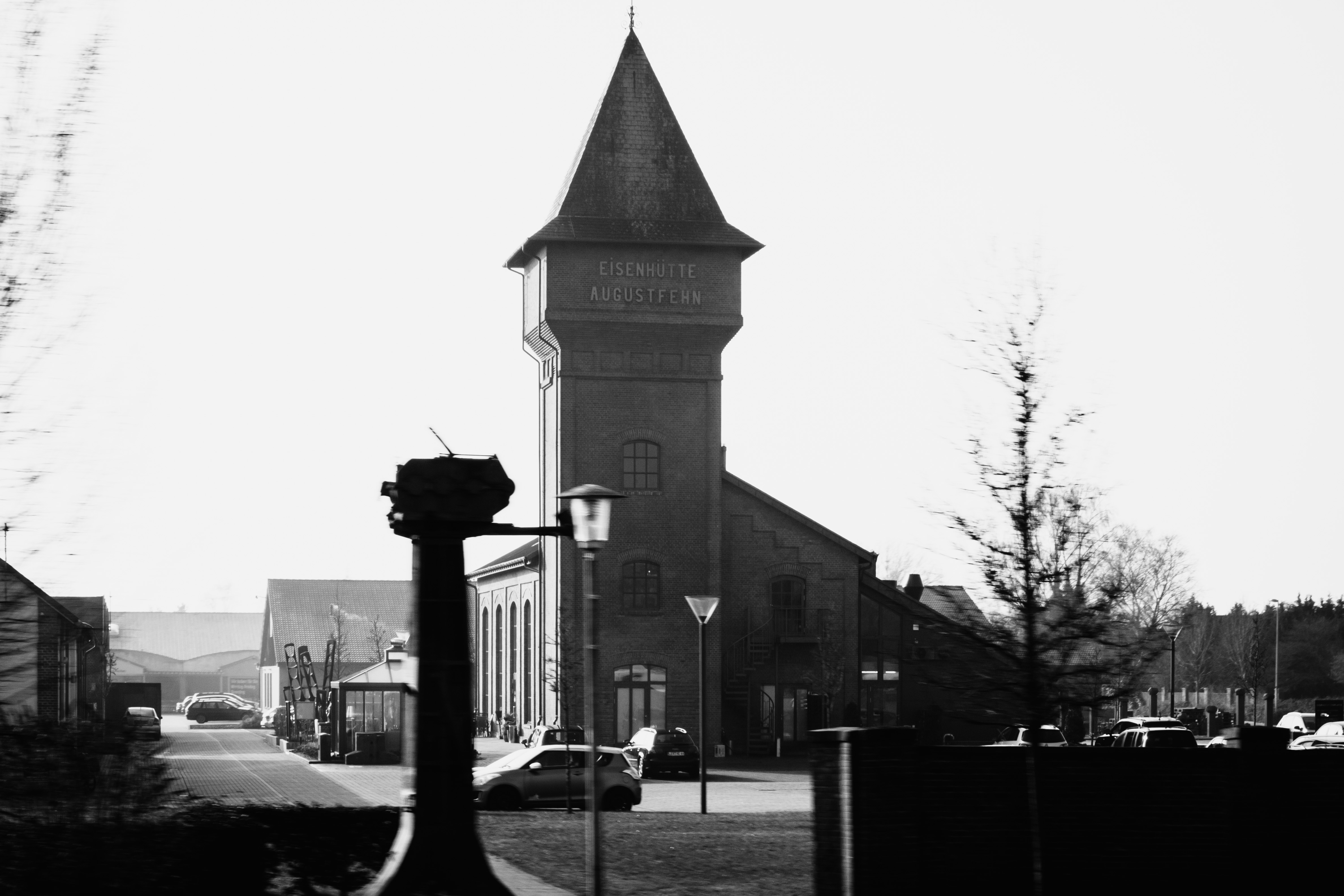
Die Eisenhütte Augustfehn

Schultze übernahm mit seinem Besitz von 16 % der Anteile die Geschäftsleitung und führte das Unternehmen nach anfänglichen Schwierigkeiten zu einem raschen Aufschwung, der 1869 durch den Bau der Eisenbahnlinie Oldenburg-Leer verstärkt wurde. Auf Dauer erwies sich allerdings der Eisengehalt des von dem Unternehmen verhütteten Rasenerzvorkommens als zu gering und Schultze war gezwungen, englisches und westfälisches Roheisen zuzukaufen, das in einem neuentwickelten Verfahren mit Torfgas zu hochwertigem Eisen verarbeitet wurde. 1872 kam noch ein Stahlwerk zu dem Unternehmen hinzu, das 1883 in eine Aktiengesellschaft umgewandelt wurde.
Auch an anderen Unternehmensgründungen war Schultze beteiligt, so gehörte er etwa zu dem Konsortium, das 1856 die Aktiengesellschaft für Warpsspinnerei und Stärkerei in Oldenburg gründete. Dieses Unternehmen war mit 331 Beschäftigten 1861 eines der größten im Großherzogtum. 1857 beteiligte er sich auch an der Gründung der Oldenburgischen Versicherungsgesellschaft und wurde im selben Jahr Mitinhaber der in Osternburg gelegenen Oldenburgischen Glashütte, die 1862 in den Besitz der Handelsgesellschaft Harbers, Schultze & Co. überging, an der Schultze wiederum beteiligt war. Auch hier agierte Schultze als Geschäftsführer, besorgte das für die Ausweitung der Produktion erforderliche Kapital und organisierte den Export.

### Bedeutung
Laut seines Biographen Hans Friedl war Schultze der bedeutendste Unternehmer der kurzen oldenburgischen Gründerzeit, der damit auch eine Spitzenstellung innerhalb der kleinen Gruppe von Unternehmerpersönlichkeiten für die industrielle Entwicklung im Großherzogtum Oldenburg einnahm.
Im Stadtmuseum Varel gehört Julius Schultze zu den „Zehn bedeutenden Vareler Persönlichkeiten“, an die durch ein Porträt und eine Kurzbiografie erinnert wird.

## Familie
Schultze heiratete 1847 Catharine Hemken (1827–1871), bekannt als die schwarze Rose von Oldenburg. Sie bekamen zusammen elf Kinder: Carl Friedrich August, Julius, Catharine, Hermine, Mathilde, Elisabeth, Magdalene, Marie, Anna, Emilie und Ernst.